# 何滨
何滨（1983年6月26日—），中国足球运动员，能够出任中前场多个攻击位置，目前效力于河南建业。
何滨很小就远赴上海接受足球训练，曾经随上海申花青少年梯队赴巴西留学，2004年进入一线队，获得了一定的出场机会，但是始终无法占据主力位置。2005年底他被俱乐部被挂牌，随后返回河南加盟河南建业，并成为队中的主要中场球员之一。